# Гутьеррес, Лимберг
Ли́мберг Гутье́ррес Мариска́ль (исп. Limberg Gutiérrez Mariscal; род. 19 ноября 1977[…], Санта-Крус-де-ла-Сьерра) — боливийский футболист, атакующий полузащитник. В 1997—2009 годах выступал за сборную Боливии.

## Карьера

### Клубная
Гутьеррес начал профессиональную карьеру в клубе «Блуминг» из родного города Санта-Крус-де-ла-Сьерра, с которым ему удалось стать дважды чемпионом Боливии в 1998 и 1999 году. Впоследствии большую часть карьеры Лимберг проведёт именно в этом клубе (В 1996—2000, 2002 и 2007 годах). В 2001 году, ещё оставаясь игроком «Блуминга», он на правах аренды перешёл в уругвайский клуб «Насьональ», с которым в этом же сезоне стал чемпионом Уругвая.
Вернувшись из аренды, Гутьеррес отыграл ещё один сезон с «Блумингом» и выступил вполне удачно: в 24 матчах забил 10 мячей. На основе этого, полузащитника в 2003 году пригласили выступать за клуб «Боливар» из фактической столицы страны Ла-Пас. С этим клубом, Лимберг стал трижды чемпионом Боливии в ходе трёх последующих сезонов.
В 2007 году полузащитник вернулся в «Блуминг» и отыграл там один сезон. В 2008 году Гутьеррес перешёл в клуб «Ориенте Петролеро» из Санта-Крус-де-ла-Сьерры и тоже отыграл в нём один сезон.
В 2009 году Лимберг Гутьеррес перешёл в клуб «Стронгест» из города Ла-Пас и отыграл с ним 2 полных сезона, где в 53 играх забил 21 мяч. В начале 2011 года полузащитник вернулся в «Блуминг» и в конце года покинул его.

### В сборной
Лимберг дебютировал в сборной Боливии в 1997 году и продолжает выступать в ней до настоящего времени. На данный момент за сборную полузащитник провёл 53 игры, в которых забил 4 мяча. Первым официальным для него турниром стал домашний Кубок Америки по футболу 1997, в котором его команда добилась 2-го места, проиграв в финале сборной Бразилии со счётом 1:3. Гутьеррес также участвовал в Кубках Америки 1999, 2001 и 2004-х годов, но на них сборная Боливии не добилась практически ничего.
Единственным из соревнований, проводимых под эгидой ФИФА, в которых участвовал Лимберг, стал Кубок конфедераций 1999, на котором сборная Боливии добилась 3-го места в группе A, сыграв 3 игры с Египтом (2:2), Саудовской Аравией (0:0) и Мексикой (0:1).

## Достижения
«Блуминг»
- Чемпион Боливии (2): 1998, 1999

«Насьональ»
- Чемпион Уругвая: 2001

«Боливар»
- Чемпион Боливии (3): 2004 (Апертура), 2005 (Torneo Adecuación), 2006 (Клаусура)

Сборная Боливии
- Финалист Кубка Америки: 1997